# Primera Casa Profesa de Madrid
La Primera Casa Profesa de la Compañía de Jesús en Madrid fue la primera sede es esta institución religiosa.

## Historia
Los orígenes de la fundación de una casa profesa en Madrid se encuentran en el primer decenio del siglo XVII. De acuerdo con el jesuita Luis Coloma, en 1607, tras obtener un buen parto de su nieto Francisco, hijo primogénito de su hijo primogénito, el duque de Lerma atribuyó esta curación a su abuelo materno Francisco de Borja y prometió promover su canonización y la construcción de una iglesia en su honor.
En paralelo con el proceso de beatificación (que se inició a principios de la década de 1610), las negociaciones para la fundación en Madrid de una casa profesa, bajo patronato del propio duque de Lerma, favorito de Felipe III y nieto del santo, se iniciaron en 1617. Tras lograr un acuerdo, el cuerpo de Francisco de Borja fue exhumado de la iglesia del Gesú en Roma, colocado en su sacristía y después enviado a España. Para entonces el duque de Lerma había comprado una serie de casas al noroeste de la huerta de su propiedad, situada en la esquina de la actual carrera de San Jerónimo con el paseo del Prado.
El domingo, 17 de diciembre de 1617, los restos de Francisco de Borja llegaron a la casa profesa. El día siguiente coincidiendo con la festividad de Nuestra Señora de la O, se celebró una misa solemne a la que asistió Felipe III y el resto de la familia real, así como toda la corte. Esta misa fue celebrada por el cardenal Antonio Zapata, como delegado pontificio por especial disposición de Paulo V y en ella predicó el jesuita Jerónimo de Florencia.
En este momento y de acuerdo con las Constituciones de la Compañía de Jesús la casa profesa estaba dirigida por un padre jesuita, denominado prepósito. Además del prepósito, en 1619, la casa profesa contaba con siete padres y siete hermanos. Entre los padres se encontraba el padre Francisco de Margetaldo, registrado en el catálogo como confesor de las princesas (posiblemente de Isabel de Borbón, esposa del entonces príncipe Felipe (futuro Felipe IV) y de la infanta María Ana de Austria).
A mediados de la década de 1620 se hizo patente la pequeñez e incomodidad de la casa profesa, por lo que el duque de Lerma ofrece hacia 1624 la posesión de La Florida, que había recibido de su tío Bernardo de Sandoval, arzobispo de Toledo, fallecido en 1618.
En 1623 se enterró en la Casa Profesa a Diego de Bazán, consejero del Consejo de Hacienda.
Tras la beatificación de Francisco de Borja en 1624, se acrecentó la prisa para el cambio, y finalmente se adquirieron unas casas en la plazuela de Herradores, adonde la casa profesa se trasladaría el 10 de mayo de 1627, dando lugar a la segunda casa profesa.

## Descripción
La casa profesa se encontraba situada en la actual carrera de San Jerónimo, a la altura de la actual plaza de las Cortes, aproximadamente en frente del Congreso de los Diputados.
Se componía de una iglesia de pequeñas dimensiones, de una sola nave, dividida por una serie de columnas. Además contaba con una casa con un pequeño patio.
La iglesia se encontraba dedicada a Nuestra Señora del Prado, denominación bajo la que se conocía a la escultura de la Virgen con el Niño Jesús de mármol que presidía el templo y que había sido traída de Nápoles.